# 船越英二
船越 英二（ふなこし えいじ、1923年〈大正12年〉3月17日 - 2007年〈平成19年〉3月17日）は、日本の俳優。東京都出身。専修大学経済学部卒業。
俳優の三島謙は兄（本名・船越榮太郎）、女優の長谷川裕見子は妻、長男に俳優の船越英一郎がいる。本名・船越 榮二郎（ふなこし えいじろう）。

## 来歴・人物
新宿で生地問屋「船越商店」を開いた呉服商・船越栄一の次男として誕生し、四谷第五小学校から帝京中学校に入学する。当初は美術学校か写真学校への進学を希望するが、父の勧めで1941年（昭和16年）には専修大学経済学部に入学し1944年（昭和19年）に学徒出陣で繰り上げ卒業する。香川県三豊郡豊浜町（現・観音寺市）の陸軍船舶学校に入り、翌年の8月に見習士官として終戦を迎えた後、父の勧めで地元新宿に写真屋を開いた。
1947年（昭和22年）、船越の兄の友人が冷やかし半分で大映第2期ニューフェイス募集に応募書類を送り、合格する。同年3月、大映東京撮影所演技研究所に通い、4月には大映と専属契約を結ぶと『第二の抱擁』で折原啓子の恋人役としてデビューする。本人は乗り気ではなかったが、地元の新宿商店街に後援会まで発足したため引っ込みがつかなくなったまま俳優業に臨んでいた。当時を知る映画関係者によると船越はあまり印象に残らない俳優だったという。役柄も真面目青年しか与えられなかったが1952年（昭和27年）には『安宅家の人々』や『秘密』での演技が好評を呼んだ。
それ以降も船越は二枚目俳優として大映のプログラムピクチャーに出演し、もっぱら主演女優の引き立て役が多かったが1956年（昭和31年）に『日本橋』、『四十八歳の抵抗』、翌年の『満員電車』、『夜の蝶』で演技派俳優として開花し、それまでの単なる二枚目俳優から飄逸（）さと人間的なたくましさを併せ持つ性格俳優となった。なかでも1959年（昭和34年）の大岡昇平原作、市川崑監督の『野火』に主演した際には、極限状況における敗残兵を演じきり、演技は絶賛を経て各映画賞を総なめにした。その後、大映に欠かせないスターとして美男のルックスと個性を活かしたさまざまな作品で役柄をこなす手堅い演技派として活躍し、菅原謙次や根上淳ら同年代の大映現代劇の男優たちよりも息の長い活躍を見せた。
船越は「和製マルチェロ・マストロヤンニ」とも謳われ、1971年（昭和46年）の大映倒産まで映画で活躍した。その後は学園ドラマ・現代劇・時代劇を問わず活躍し、いずれにも代表作を残した。
私生活では1958年（昭和33年）10月10日に女優の長谷川裕見子と結婚、1960年（昭和35年）には長男の英一郎が誕生した。2年後には英一郎の妹が誕生し、その後、次男も誕生。1965年（昭和40年）からは俳優業の傍ら神奈川県足柄下郡湯河原町に会員制旅館を創業し、娘とともに経営にあたっていた。
1989年（平成元年）には紫綬褒章、1995年（平成7年）には勲四等旭日小綬章を受章。2001年（平成13年）のフジテレビ系テレビドラマ『旗本退屈男』への出演を最後に俳優業から引退、その後は旅館に近い自宅で妻や娘夫婦と共に余生を過ごしていた。しかし2007年（平成19年）3月15日に自宅で突然倒れ、すぐに静岡県内の病院へ搬送された。その時点では意識もわずかにあったものの、16日夜に容態が急変し3月17日午後10時57分、脳梗塞のため死去した。84歳没。生没同日であった。息子の英一郎は、自身の主演映画の撮影現場から駆けつけたが最期を看取ることは叶わなかった。
一方、息子の英一郎と女優の松居一代の結婚には猛反対で、松居とは殆ど口も聞かないほどの不仲だったという。船越は亡くなる直前まで結婚に猛反対したともいわれている。墓所は新宿区正受院。

## 受章・受賞歴
- 1959年（昭和34年） - 映画『野火』
  - 第33回キネマ旬報ベスト・テン 主演男優賞
  - 第14回毎日映画コンクール 主演男優賞
- 1962年（昭和37年） - 映画『私は二歳』&映画『破戒』
  - NHK 助演男優賞
- 1989年（平成元年） - 紫綬褒章
- 1995年（平成7年） - 勲四等旭日小綬章
- 1996年（平成8年） - 第6回日本映画批評家大賞 ゴールデン・グローリー賞

## 出演

### 映画
＊太字の題名はキネマ旬報ベストテンにランクインした作品
- 第二の抱擁 （1947年）
- いつの日か花咲かん （1947年）
- 美しき豹（女の家）（1948年）
- 三面鏡の恐怖（1948年）
- 死美人事件（1948年）
- 幽霊塔（1948年）
- 愛染草（1949年）
- 母燈台（1949年）
- 大都会の丑満時（1949年）
- どぶろくの辰（監督：田坂具隆。1949年）
- 私は狙われている（1950年）
- 暴力の街（監督：山本薩夫。1950年。※DVD発売）-  尾崎記者
- 霧の夜の恐怖（1951年）
- 毒蛇島綺談 女王蜂（1952年）
- 安宅家の人々（1952年。※DVD発売）
- 巣鴨の母（1952年。※DVD発売）
- 秘密（1952年）
- 母山彦（1952年）
- 彼女の特ダネ 総理大臣と女カメラマン（1952年）
- 新婚のろけ節（1953年）
- 現代処女（1953年）
- トコ春じゃもの（1953年）
- 歌う女剣劇（1953年）
- 胡椒息子（1953年）
- 新・江ノ島悲歌（えのしまエレジー）（1953年）
- あにいもうと（監督：成瀬巳喜男。1953年。※DVD発売）
- 続続・十代の性典（1953年）
- 紅椿（1953年）
- 母の湖（1953年）
- 十代の誘惑（1953年）
- 五ツ木の子守唄（1954年）
- 或る女（監督：豊田四郎。1954年）
- 金色夜叉（1954年。初のカラー映画出演）
- 心の日月（1954年）
- 愛染かつら（1954年）
- こんな別嬪見たことない（1954年）
- こんな美男子見たことない（1954年）
- こんなアベック見たことない（1954年）
- こんな奥様見たことない（1954年）
- 荒城の月（1954年）
- 月よりの使者（1954年）
- 春琴物語（1954年）
- 春の渦巻（1954年）
- こういう具合にしやしゃんせ 恋の野球拳（1955年）
- 螢の光（1955年）
- 泣き笑い地獄極楽（1955年）
- 幸福を配達する娘（1955年）
- 薔薇いくたびか（1955年）
- 東京暴力団（1955年）
- 母笛子笛（1955年）
- 哀しき富士の白雪よ（1955年）
- 新女性問答（1955年）
- 七人の兄いもうと（1955年）
- 五十円横町（1955年）
- 珠はくだけず（1955年）
- 花嫁のため息（1956年）
- 虹いくたび（1956年）
- 東京犯罪地図（1956年）
- 浅草の灯（1956年）
- 現金の寝ごと（1956年）
- 日本橋（監督：市川崑。1956年。※DVD発売）
- 人情馬鹿（1956年）
- 火花（1956年）
- 屋根裏の女たち（1956年）
- 魔の花嫁衣裳 前後篇（1956年）
- 四十八歳の抵抗（監督：吉村公三郎。1956年）
- 新・平家物語 静と義経（1956年。※DVD発売）
- あさ潮ゆう潮（1956年）
- スタジオは大騒ぎ（1956年）
- 惚れるな弥ン八（1956年）
- スタジオはてんやわんや（1957年）
- 踊子（1957年）
- 朝の口笛（1957年）
- 満員電車（監督：市川崑。1957年。※DVD発売）
- 永すぎた春（原作：三島由紀夫。1957年。※DVD発売）
- 妻こそわが命（1957年）
- 夜の蝶（監督：吉村公三郎。1957年。※DVD発売）
- 穴（監督：市川崑。1957年。※DVD発売）
- 駐在所日記（1957年）
- 暖流（監督：増村保造。1957年）
- 日露戦争勝利の秘史 敵中横断三百里（脚本：黒澤明。1957年。※DVD発売）
- 新婚七つの楽しみ（1958年）
- 悲しみは女だけに（監督：新藤兼人。1958年）
- 母（1958年）
- 忠臣蔵（1958年。※DVD発売）
- 東京の瞳（1958年）
- 南氏大いに惑う（1958年）
- 素っ裸の青春（1958年）
- 不敵な男（監督：増村保造。1958年）
- 大阪の女（1958年）
- 娘の冒険（1958年）
- 赤線の灯は消えず（1958年）
- おーい中村君（1958年）
- 夜の素顔（監督：吉村公三郎。1958年）
- 共犯者（1958年）
- 親不孝通り（監督：増村保造。1958年）
- 銭形平次捕物控 雪女の足跡（1958年）
- あなたと私の合言葉 さようなら、今日は（監督：市川崑。1959年。※DVD発売）
- 最高殊勲夫人（監督：増村保造。1959年。※DVD発売）
- 情炎（1959年）
- 細雪（1959年。2度目の映画化）
- 夜の闘魚（1959年）
- 次郎長富士（1959年。※DVD発売）
- 氾濫（監督：増村保造。1959年。※DVD発売）
- 私の選んだ人（1959年）
- 旅情（1959年。ハワイロケが行われた）
- 電話は夕方に鳴る（監督：吉村公三郎。1959年）
- 野火（監督：市川崑。1959年。※DVD発売）
- セクシー・サイン 好き好き好き（1960年）
- 女経（オムニバス映画で、市川崑監督の第2話「物を高く売りつける女」に出演。1960年。※DVD発売）
- 流転の王妃（監督：田中絹代。1960年）
- からっ風野郎（共演：三島由紀夫。監督：増村保造。1960年。※DVD発売）
- ぼんち（原作：山崎豊子。監督：市川崑。1960年。※DVD発売）
- 痴人の愛（1960年）
- 女妖（1960年）
- 勝利と敗北（1960年）
- 夜は嘘つき（1960年）
- 足にさわった女（監督：増村保造。1960年）
- 顔（1960年）
- 偽大学生（原作：大江健三郎。監督：増村保造。1960年）
- 時の氏神 新夫婦読本（1960年）
- お伝地獄（1960年）
- 婚期（監督：吉村公三郎。1961年。※DVD発売）
- 新夫婦読本 恋愛病患者（1961年）
- 好色一代男（監督：増村保造。1961年。※DVD発売）
- 黒い十人の女（監督：市川崑。1961年。※DVD発売）
- 夜はいじわる（1961年）
- 女の勲章（原作：山崎豊子。監督：吉村公三郎。1961年。※DVD発売）
- 怪談蚊喰鳥（1961年）
- 雑婚時代（1961年）
- 小太刀を使う女（1961年）
- 銭形平次捕物控 美人鮫（1961年）
- 若い奴らの階段（1961年）
- 家庭の事情（監督：吉村公三郎。1962年）
- ある関係（1962年）
- 婦系図（1962年。※DVD発売）
- 爛（監督：増村保造。1962年）
- 江梨子（1962年）
- 宝石泥棒（1962年）
- 破戒（監督：市川崑。1962年。※DVD発売）
- 黒の試走車（監督：増村保造。1962年。※DVD発売）
- 男と女の世の中（1962年）
- 私は二歳（監督：市川崑。1962年。※DVD発売）
- しとやかな獣（監督：川島雄三。1962年。※DVD発売）
- 雪之丞変化（監督：市川崑。1963年。※DVD発売）
- 嘘 （オムニバス映画で、第三話「3女体」に出演。1963年）
- 赤い水（監督：山本薩夫。1963年。※DVD発売）
- 雑兵物語（1963年）
- 停年退職（1963年）
- 巨人大隈重信（1963年）
- 末は博士か大臣か（1963年）
- 現代インチキ物語 騙し屋（監督：増村保造。1964年）
- 現代インチキ物語 ど狸（1964年）
- 傷だらけの山河（監督：山本薩夫。1964年。※DVD発売）
- ど根性物語 銭の踊り（監督：市川崑。1964年。※DVD発売）
- 卍（監督：増村保造。1964年。※DVD発売）
- 青い性（1964年）
- 検事霧島三郎（1964年、 大映）-  原田裕
- 黒の超特急（監督：増村保造。1964年。※DVD発売）
- 十七才は一度だけ（1964年）
- 帯をとく夏子（1965年）
- 六人の女を殺した男（1965年）
- 花実のない森（1965年、 大映）- 浜田
- 妻の日の愛のかたみに（1965年）
- 大怪獣ガメラ（1965年。※DVD発売）
- 氷点（監督：山本薩夫。1966年。※DVD発売）
- 私は負けない（1966年）
- 白い巨塔（菊川昇役。原作：山崎豊子。監督：山本薩夫。1966年。※DVD発売）
- 小さい逃亡者（日本＆ソ連合作映画。1966年）
- 夜の罠（1967年）
- ラーメン大使（1967年）
- 毒薬の匂う女（1967年）
- 砂糖菓子が壊れるとき（監督：今井正。脚本：橋田壽賀子。1967年）
- 古都憂愁 姉いもうと（1967年）
- あるセックス・ドクターの記録（1968年）
- 陸軍中野学校 開戦前夜（1968年、大映　※DVD発売）-  水池吾郎
- 怪談おとし穴（1968年、大映）-  西野文雄
- 新・与太郎戦記（1969年）
- 盲獣（監督：増村保造。1969年。※DVD発売）
- 女賭博師十番勝負（1969年）
- 女賭博師花の切り札（1969年、大映）-  早見えの政吉
- ガメラ対大悪獣ギロン（1969年。※DVD発売）
- 千羽鶴（原作：川端康成。監督：増村保造。1969年、大映）-  菊治の父
- 男はつらいよ 寅次郎相合い傘（監督：山田洋次。シリーズ第15作。1975年。※DVD発売）- 兵頭謙次郎(パパさん)
- 青年の樹（1977年、東宝）-  坂木達之助

### テレビドラマ
- エプロン父さん（1968年 - 1969年、TBS）
- 時間ですよ（1970年 - 1973年、TBS）
- 土曜ドラマ『懐かしの名作シリーズ 限りなき前進』（1976年、NHK総合） - 保吉
- 連続テレビ小説（NHK総合）
  - 雲のじゅうたん（1976年） - 白川義信
  - ロマンス（1984年） - 香木真太郎
- 日曜劇場 ひとり（1976年11月14日、HBC） - 田原草平
- ドラマ人間模様（NHK総合）
  - サーカス（1977年） - 多々良銀造
- 人はそれをスキャンダルという （1978年、TBS）
- 熱中時代（1978年 - 1979年、1980年 - 1981年、日本テレビ） - 天城順三郎
- 水中花（1979年、TBS）
- ご近所の星（1979年 - 1980年、フジテレビ） - 江森周三
- キッド（1981年 - 1982年、日本テレビ）
- 若草学園物語（1983年、日本テレビ）
- 銀河テレビ小説（NHK総合）
  - 陽だまり横丁のラブソング（1984年） - 脇坂金之介
- なぜか、ドラキュラ（1984年 - 1985年、日本テレビ）
- 花王名人劇場『姥ざかり』（1986年、関西テレビ）
- 疑惑の家族（1988年、TBS） - 国沢音楽大学学長・国沢隆夫
- 暴れん坊将軍IIIシリーズ〜VIIシリーズ - 田之倉孫兵衛 （1988年 - 1997年、テレビ朝日）
- 大河ドラマ (NHK総合)
  - 信長 KING OF ZIPANGU（1992年） - 織田信定
- 夏!デパート物語（1995年、TBS） - 大倉武彦
- 美味しんぼ4 究極vs至高 心の対決!（1997年、フジテレビ）-  大原社主
- 隠密奉行朝比奈（1998年 - 1999年、フジテレビ）-  土屋相模守
- 旗本退屈男 第7話「謎の鬼面城」（2001年、フジテレビ）-  高山修理

### その他のテレビ番組
- 3時にあいましょう（1973年 - 1974年、TBS） - 司会（初代）
- 映像美の巨匠 市川崑（NHK BS2）

他多数

### CM
- ワイパアエースゾル
- ポリデント（当時小林製薬。現在はアース製薬が販売）